# 漫才新人大賞
漫才新人大賞（まんざいしんじんたいしょう）は、一般社団法人漫才協会が主催する漫才のコンクールである。

## 概要
東京漫才の技芸向上及び継承のための人材育成を目的に、2002年7月に国立演芸場で第1回が開催され、以降、毎年1回開催されている。
第6回からは漫才協会所属外の芸人の出場を認めていたが、2016年の第15回から協会の内部大会に戻ることとなった。2023年10月より国立演芸場が改修工事で閉場となったため、2024年以降は荒川区日暮里サニーホールでの開催となった。
近年、テレビ向けの一発芸や2～3分の短いコントやネタを披露する芸人がほとんどという中、同大会は若手の芸人や視聴者に、10～30分という長い時間を言葉のキャッチボールのみで楽しませる、「古典芸能としての漫才」に興味を持ってもらうという目的があった。
- 優勝賞金は10万円[3]。
- 予選および決勝の形で開催される。
  - 決勝はスタート当初は7月、その後6月、5月と徐々に時期が繰り上がり（例外は2020年で11月実施。後述）、2024年は2月に開催となった。予選はその2～3か月前に行われ、場所は浅草東洋館、荒川区日暮里サニーホール、東京芸術センター 天空劇場（北千住）と開催年により異なっていた。なお、2024年は予選・決勝は同日に同場所（荒川区日暮里サニーホール）で実施された。
  - 予選への出場条件は漫才協会に所属する結成20年以内の漫才コンビに限る。
  - 外部参加を認めていた時期は、予選は漫才協会と外部とで別々に行い、原則同数が決勝へ進出した。外部予選は応募者多数でエントリー締切りが繰り上げられることもあり、単純に倍率で見れば漫才協会組の方が優位ではあった[注釈 1]。
- 審査員は漫才協会理事、演芸作家、演芸記者、マスコミ関係者等が担当する（2025年の審査員は塙宣之（ナイツ）、宮田陽、セイワ太一（エルシャラカーニ）と特別審査員のユウキロック）。
- 参加するにはエントリー費として、1人1,000円を当日会場で払う必要がある。

## 決勝ルール

### 第11回大会まで
- 持ち時間は一組につき10分。全組のネタが終了後に審査によって大賞が決まる。

### 第12回大会
- 持ち時間は一組につき4分。全組のネタが終了後に審査によって選ばれた上位の4組と点数が発表され、その四組による最終決戦が行われた後、再び審査が入って大賞が決まる。

### 第13回大会
- 持ち時間は一組につき7分。全組のネタが終了後に審査によって大賞が決まる。

### 第14回大会
- 持ち時間は一組につき6分。全組のネタが終了後に審査によって大賞が決まる。

### 第15回大会
- 持ち時間は一組につき7分。全組のネタが終了後に審査によって大賞が決まる。評価は審査員のほか、観客による投票も反映される。

### 第16回大会 -
- 持ち時間は一組につき10分。全組のネタが終了後に審査によって大賞が決まる。評価は審査員のほか、観客による投票も反映される。

## 歴代受賞者
- 第1回 - 大賞：ロケット団
- 第2回 - 大賞：ナイツ　準優勝:ケルン（のちに根津はWコロンを結成）　努力賞:楽天（現・Wリンダ）
- 第3回 - 大賞：該当者なし 優秀賞：宮田陽・昇、Wコロン、ホンキートンク
- 第4回 - 大賞：宮田陽・昇　優秀賞：ファイヤーダンス
- 第5回 - 大賞：該当者なし　優秀賞：Wコロン、ホンキートンク
- 第6回 - 大賞：ホンキートンク　優秀賞：風藤松原
- 第7回 - 大賞：該当者なし　優秀賞：流れ星、エレファントジョン　努力賞：りぼん
- 第8回 - 大賞：ハマカーン[注釈 2]　優秀賞：Wコロン　敢闘賞：マッドドックス
- 第9回 - 大賞：エレファントジョン　優秀賞：タイムマシーン3号　特別賞：Wコロン
- 第10回 - 大賞：コンパス　優秀賞：三拍子[注釈 3]　敢闘賞：世界少年
- 第11回 - 大賞：カントリーズ　優秀賞：ブルーセレブ[3]
- 第12回 - 大賞：S×L（現・リニア）　最終決戦：ウエストランド、母心、新宿カウボーイ
- 第13回 - 大賞：母心[4]
- 第14回 - 大賞：湘南デストラーデ
- 第15回 - 大賞：オキシジェン　特別賞：チョコレート球団、新宿カウボーイ
- 第16回 - 大賞：ゴールドハンマー
- 第17回 - 大賞：おちもり[5]
- 第18回 - 大賞：おせつときょうた
- 第19回 - 大賞：マリア[6]
- 第20回 - 大賞：春組織[7]
- 第21回 - 大賞：ミーナ
- 第22回 - 大賞 : わらふぢなるお
- 第23回  - 大賞：2世代ターボ[8]

（太字は漫才協会所属外）

## エピソード
- 漫才協会に所属している芸人に地の利があって有利と言われているが、そもそもネタ時間が3～5分で観客の年齢層が若い事務所ライブを主戦場としている漫協以外の芸人にとって、持ち時間が長くて観客の年齢層が高いこのコンテストは普段あまり経験が無い舞台であり、M-1グランプリをはじめとする多くの若手向けコンテストとは、評価される芸人が異なる場合がある。
- コンテスト形式の大会で「コンクール」という言葉を使わず「新人大賞」という賞の名前をタイトルにしたのは、花井伸夫からのアドバイスである[9]。
- 第6回大会の講評で、「きれいな日本語を使って欲しい。どこに行っても、どんな世代にも通用しなければ真の漫才芸人とは言えない」と審査員であった内海桂子（当時、漫才協会会長）が述べている[10]。
- 第7回大会の講評では、審査委員長の花井伸夫（大衆演芸ジャーナリスト）が「全体として2～3分のテレビの芸を中心に育ったと感じられた。8～10分など実演で、長い時間きちんと見せるには、そこから発展させる芸や話術の引き出しの多さが必要」と述べ、「大賞を出さなければ、次回も挑戦してもらえる」と大賞を出さなかった理由も明かしている[11]。
- 予選において一組の持ち時間は3分とされており、規定時間が訪れるとネタの途中であれど爆発音が鳴ると共に強制退場となる。ただしこの3分という時間のカウントスタートが、ネタの最初からなのか、前の組が終了してからなのかが曖昧であり、第9回大会の予選において、2分半ほどでネタを強制終了させられた組もいたと言う。
- 決勝大会における持ち時間は「オーバーした場合、強制終了はないが減点扱い」と規定され、これは時間を大きく下回って終わった場合も対象になる。ただし具体的な許容幅は明らかにはされていない。
- 決勝大会がテレビ放送されるケースがある。第12回から14回までは「東京★漫才コレクション」のタイトルでテレビ東京が放送し、会場の司会アシスタントを同局の女性アナウンサーが務めた[4]。第15回からはJ:COMの協会の番組「漫才大行進　ゲロゲーロ！」にて放送される。
- 第12回では、会場にテレビ東京の取材陣が入ることを失念していた漫才協会側が、NHKオンバト+の作家を審査員として招待してしまう。他局の放送に映ることはできないという理由で、オンバト+の作家は大会当日に審査員を辞退した。
- 第19回（2020年）は、2019新型コロナウイルス感染症の感染拡大に伴い、5月に国立演芸場で予定していた公演が中止となり、約半年後の11月に浅草東洋館で開催となった[6][12][13]。